# Chanxhe
Chanxhe (en wallon : Tchanhe) est un village belge de la commune de Sprimont en province de Liège. Toutefois, la partie du village située en rive gauche de l'Ourthe (lieu-dit Embiérir) fait partie de la commune de Comblain-au-Pont.
Avant la fusion des communes de 1977, Chanxhe faisait partie de la commune de Comblain-au-Pont.

## Étymologie
Chanxhe viendrait du mot gaulois cantia, dérivé du latin cantos ou cantia  qui signifie brillant, miroitant, faisant sans doute référence à l'important gué qui permettait de traverser plus aisément la rivière en période de basses eaux. En effet, les gués sont toujours établis là où un cours d'eau est peu profond, donc large, et propice au « miroitement » de l'eau. Chanxhe est signalé pour la première fois en 1049 et a fait partie de la principauté de Stavelot-Malmedy.

## Situation et description
Chanxhe est le premier village important traversé par l'Ourthe depuis son confluent avec l'Amblève. Situé au bord de la rivière, il a souvent été victime d'inondations. 
Sur la rive gauche, un canal a été creusé vers 1830 et a ainsi créé l'Île du Lion d'une longueur de plus de deux kilomètres. Deux écluses sont encore visibles mais hors service. Le tronçon du canal de l'Ourthe entre Poulseur et Chanxhe est l’un des mieux conservés.
La localité est traversée par la ligne de chemin de fer 43 Liège – Rivage. L'arrêt de Chanxhe a été supprimé le 3 juin 1984 (les arrêts les plus proches se situent à Poulseur ou Rivage). Chanxhe est aussi desservie par les routes nationales N633 et N678 qui se rejoignent près du pont sur l'Ourthe.

## Activités et loisirs
Chanxhe est connu pour ses carrières de calcaire toujours en activité où l'on extrait la pierre bleue (carrières de Chanxhe et de La Préalle).
Le RAVeL 5 traverse la localité en suivant le canal de l'Ourthe puis franchit la rivière par une passerelle adossée au pont du chemin de fer. Un camping et un terrain de football se situent au sud de l'Île du Lion.
Le village organise pendant un week-end au mois d'août le « livre en Fête », une brocante du livre dans les rues le long de l'Ourthe. La 34e édition a eu lieu en 2018.

## Patrimoine
Le château des Maîtres de Forges a été bâti en 1656. Il se situe au bord de l'Ourthe, au sud du village. Ce château ainsi que l'ensemble formé avec l'église et les terrains environnants sont repris sur la liste du patrimoine immobilier classé de Sprimont.

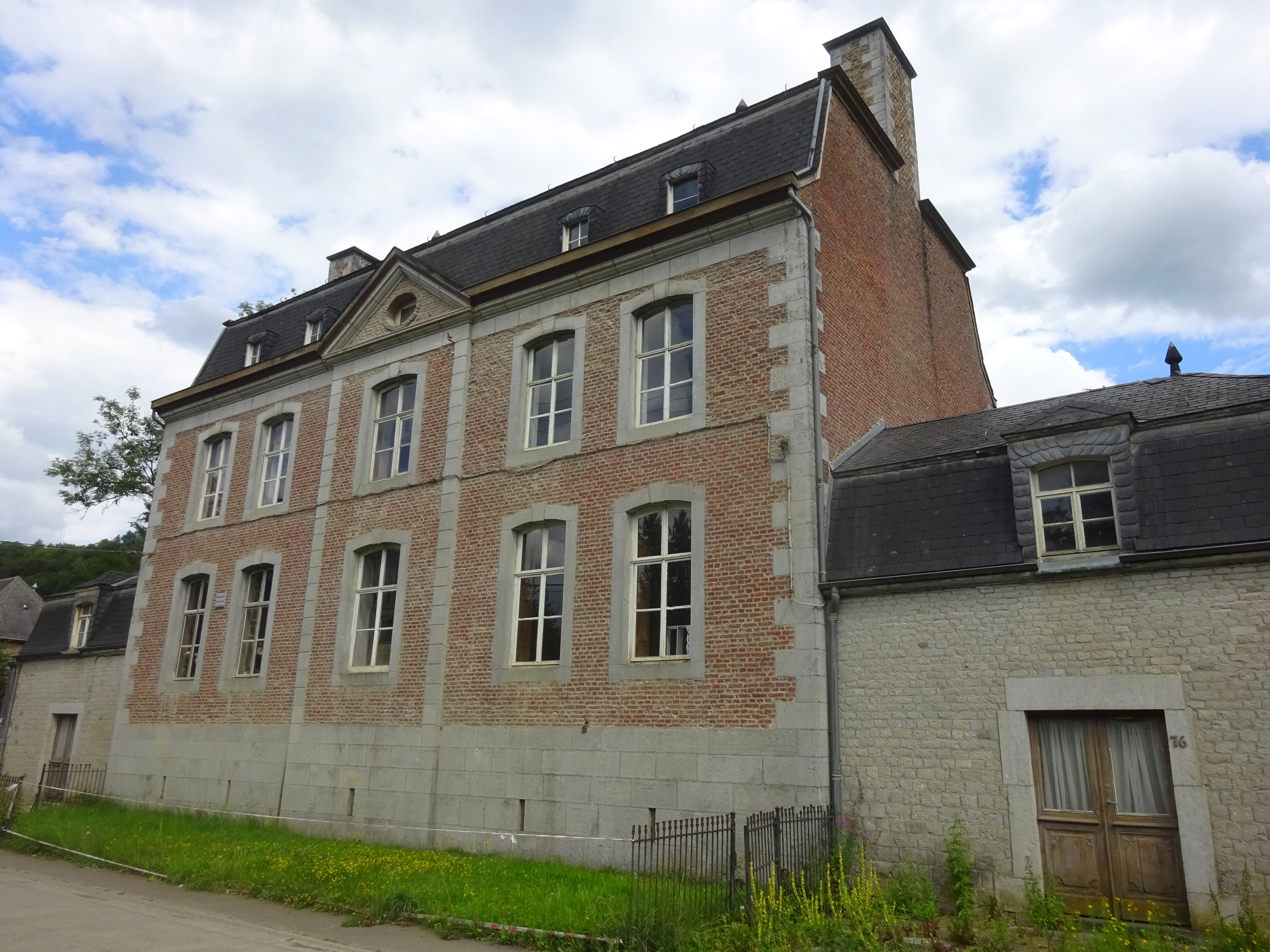
Château des Maîtres de Forges.

## Source et lien externe
- Site des Archives régionales de Wallonie. Campagne de dragage de l'Ourthe en présence de Jean-Pierre Grafé, ministre des Travaux publics.  Photographies de 1994.